# 佐々木健一 (ノンフィクション作家)
佐々木健一（ささき けんいち、1977年-　）は、日本のテレビディレクター、ノンフィクション作家。

## 経歴
北海道生まれ。早稲田大学卒業後、NHKエデュケーショナル入社。ディレクターとして『哲子の部屋』、『ブレイブ　勇敢なる者』シリーズなどを企画・制作。『哲子の部屋』で第31回ＡＴＰ賞優秀賞、『Dr. Mitsuya　世界初のエイズ治療薬を発見した男』でアメリカ国際フィルム・ビデオ祭2016ドキュメンタリー部門（健康・医療分野）シルバースクリーン賞を受賞。2014年、第30回ＡＴＰ賞最優秀賞、第40回放送文化基金賞優秀賞を受賞した『ケンボー先生と山田先生〜辞書に人生を捧げた二人の男〜』を元に執筆した『辞書になった男』で日本エッセイスト・クラブ賞を受賞。2017年、『神は背番号に宿る』でミズノスポーツライター賞優秀賞を受賞、『ブレイブ 勇敢なる者「Mr.トルネード 気象学で世界を救った男」』で科学ジャーナリスト賞2017を受賞。

## 著書
- 『辞書になった男 ケンボー先生と山田先生』文藝春秋、2014年2月。ISBN 978-4-16-390015-5。第62回日本エッセイスト・クラブ賞受賞。
  - 文庫版:『辞書になった男 ケンボー先生と山田先生』文藝春秋〈文春文庫〉、2016年8月。ISBN 978-4-16-790685-6。
- 『Mr.トルネード 藤田哲也 世界の空を救った男』文藝春秋、2017年6月。ISBN 978-4-16-390673-7。
  - ジュニア向け：『Mr.トルネード 航空事故を激減させた気象学者藤田哲也』小学館、2017年8月。ISBN 978-4-09-227186-9。
  - 文庫版：『Mr.トルネード 藤田哲也 航空事故を激減させた男』文藝春秋〈文春文庫〉、2019年11月。ISBN 978-4-16-791392-2。
- 『神は背番号に宿る』新潮社、2017年1月。ISBN 978-4-10-350631-7。第28回ミズノスポーツライター賞優秀賞受賞。
- 『雪ぐ人 えん罪弁護士今村核』NHK出版、2018年6月。ISBN 978-4-14-081749-0。
- 『「面白い」のつくりかた』新潮社〈新潮新書〉、2019年9月。ISBN 978-4-10-610830-3。
- 『雪ぐ人 「冤罪弁護士」今村核の挑戦』新潮社〈新潮文庫〉、2021年4月。ISBN 978-4-10-102781-4。